# نصف‌النهار ۱۶۷ درجه شرقی
نصف‌النهار ۱۶۷ درجه شرقی ۱۶۷مین نصف‌النهار شرقی از گرینویچ است که از لحاظ زمانی ۱۱ساعت و ۸دقیقه با گرینویچ اختلاف زمانی دارد.
این نصف‌النهار از قطب شمال شروع و از مناطق زیر گذشته و به قطب جنوب ختم می‌شود.
- روسیه
- اقیانوس آرام
- 🇻🇺 واناتو
- 🇳🇨 کالدونیای جدید
- 🇳🇿 نیوزیلند